# 泰北志願自衛隊
泰北志願自衛隊，是雲南人民反共志願軍解散之後，泰國政府給予參加考柯考牙山之戰的留泰遺部的番號。1981年初，雷雨田、李文煥兩部參與泰國最高統帥部擬定的剿共計劃，挑選200人聯合組成之部隊。
此番號為第三軍、第五軍協助泰國政府剿共以來，第一次被賦予部隊番號:313。1981年，泰北志願自衛隊投入了位於碧差汶府的考柯考牙山之戰，剿滅泰共。:312:95。
由於自衛隊剿共有功，第40屆泰國內閣於1978年5月30批准最高統戰部的提議，同意讓清剿泰共有功的官兵及眷屬申請歸化入泰國籍，:323多數軍眷皆申請歸化泰國籍。《金三角國軍血淚史》的作者覃怡輝認為，由於兩軍領導幹部的疏失，約有三成的官兵及眷屬未及申請歸化泰籍。:326